# 大疣棘刺八角魚
大疣棘刺八角魚，為輻鰭魚綱鮋形目杜父魚亞目八角魚科的其中一種，為溫帶海水魚，分布於東北太平洋阿拉斯加至美國加州海域，棲息深度18-425公尺，體長可達20公分，棲息在軟底質底層水域，生活習性不明。